# Царьов Вадим Юрійович
Царьов, Вадим Юрійович
(2 травня 1949) — російський філософ, історик культури, есеїст, автор радіо- і телевізійних програм.

## Життєпис
Народився в Ізмаїлі, у родині службовців Радянського Дунайського державного пароплавства.
В 1972 році закінчив філософський факультет МДУ по кафедрі історії закордонної філософії. Кандидат філософських наук — дисертація присвячена гипокритичній (іронико-алегоричній) манері самовираження канадського літературного критика й суспільствознавця Маршалла Херберта Маклуена, який одержав популярність як дослідник впливу на культуру друкованих і електронних ЗМІ . В 1992–1994 роках працював експертом Горбачов-Фонду. Один з перших одержав грант Фонду Сороса в Росії (грант International Foundation Cultural Initiative — Міжнародного фонду «Культурна ініціатива», 1990 рік).
Починаючи з 1973 року працює на виклацькій ниві.
З 1987 року доцент, а з 1993 — професор, вів курси філософії, культурології й культур-антропології в навчальних закладах Росії (у тому числі в МДУ й РДГУ), а також в університетах далекого зарубіжжя. У 2003 році від викладання у вищій школі відійшов, але в 2008-11 рр. знову прочитав лекції з історії російської та зарубіжної філософії студентам Вищої школи (факультету) телебачення МДУ.
У 1995–1997 рр. був автором і ведучим щотижневих програм «Жар-птиця» і «Умострой» на християнському «Радіо-Софія». У 2003–2005 рр. на ФДУП ДТК «Телеканал „Культура“» — автор сценаріїв і ведучий циклів телевізійних фільмів «Слово й Справа» та «Образ і Дійсність», присвячених філософії в Росії. Тісно співпрацює з Бібліотекою історії російської філософії й культури «Будинок А. Ф. Лосєва», де в 2008–2009 роках провів цикл кинобесід про російських ідеєтворцях.
Наукові інтереси стійко пов'язані з російською та європейською культурою високих досягнень.

## Громадська діяльність
Член Спілки письменників Росії.
Член Спілки журналистів Росії.
Член редакційної ради серії «Мир. Хаос. Порядок» Товариства наукових видань КМК.
Дійсний член теоретико-дискусійного клубу «Вільне слово» при Інституті філософії РАН.
Есеїстика в Інтернеті й друкованих ЗМІ: журнали — «Питання філософії», «Дружба народів», «Знання — сила», «Мистецтво кіно»,
Політичний журнал", «Російський оглядач», «Родина»; газети — «Століття», «Літературна», «Незалежна», «Загальна», «Росія», «Російська думка» та ін.).

## Нагороди
Медаль «До 850-річчя Москви»
Лауреат премії журналу «Знання-Сила» за цикл есе під загальною назвою «Российский умострой» (1993 р.)

## Фільмографія

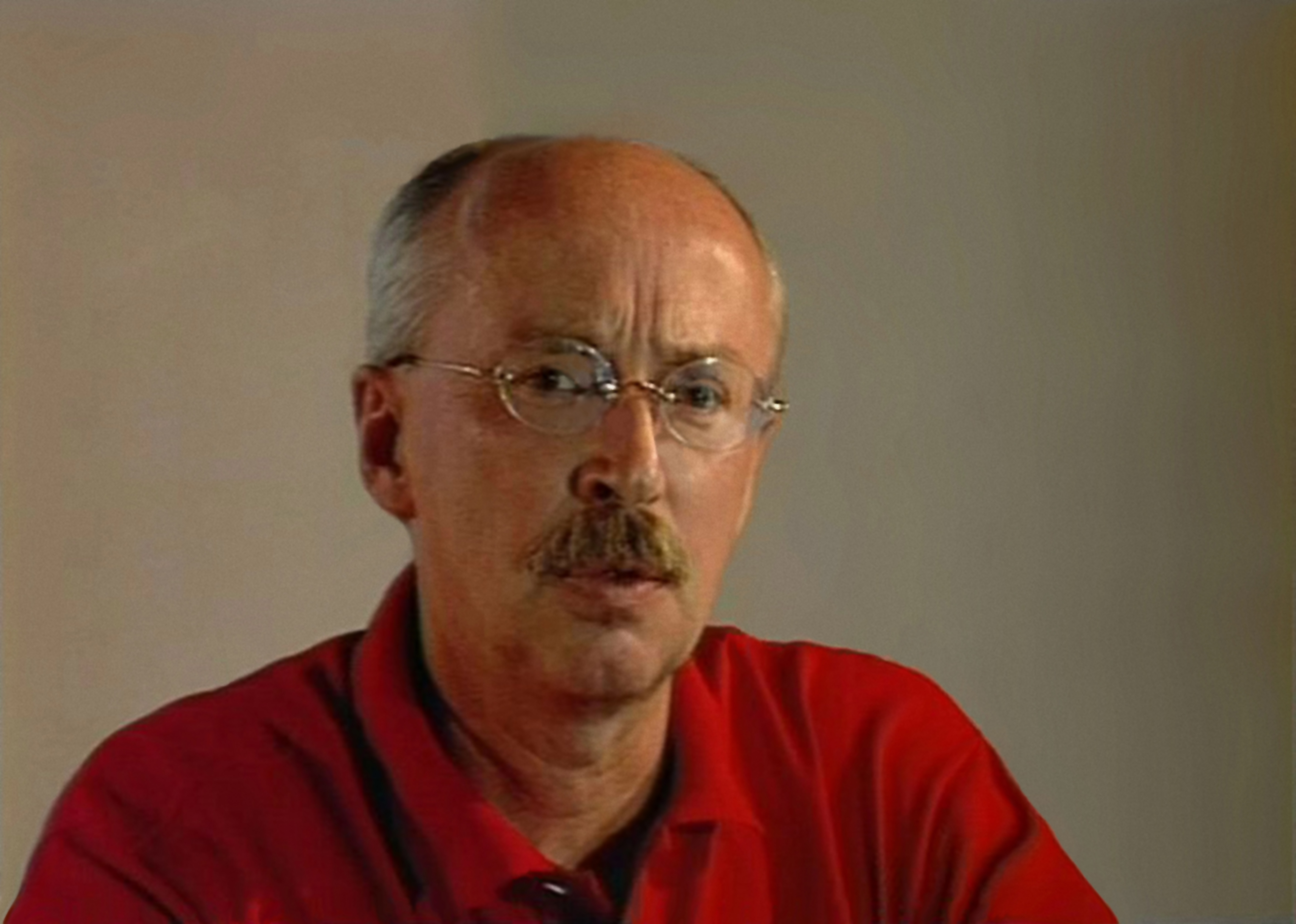
В фильме «Кропоткин. Лир русской революции»

### Науково-популярні фільми
- «Дорога в тисячу лі».
- «Про Божественну тишу».
- «У пошуках втраченого будинку».
- «Передчуття третього тисячоріччя».
- «Свіча й Меч» (частина I — «Свіча й меч»; частина ІІ — «Меч і свіча»).

### Художньо-документальні серіали

#### «Слово й Справа. 10 видатних російських мислителів різних епох»
- «Тако молитеся й урятовані будете» (Авакум Петрович);

- «Про ушкодження вдач у Росії» (Михайло Щербатов);

- «Герой одного листа» (Петро Чаадаєв);

- «Виходити в різних напрямках» (Микола Данилевський);

- «Невпізнаний геній» (Костянтин Леонтьев);

- «Не вибух, але схлип» (Володимир Соловйов);

- «Лір російської революції» (Петро Кропоткин);

- «Опалі листи» (Василь Розанов);

- «Далека дорога» (Питирим Сорокін);

- «Святитель Лука» (Валентин Войно- Ясенецкий).

#### «Образ і Дійсність» («Слово й Справа-2»)
- «Образ і дійсність» (про російських мислителів XX століття);

- «Ненудний сад» (Вяч. Ив. Іванов);

- «Згода протиріч» (Дмитро Мережковский);

- «Об'єднання сердець» (Микола Рерих);

- «Небесний лик» (Павло Флоренский);

- «Не плакати, не сміятися, а розуміти» (Олексій Лосєв);

- «Перемагати, не ранячи» (Юрій Лотман);

- «Хронотоп» (Михайло Бахтин);

- «У стихіях зримого миру» (Лев Гумилев);

- «Срібна ніч пророка» (Данило Андрєєв).

## Друковані публікації(рос.)
- Час веж і час ріллей // «Знання — сила», № 10, 1993.
- Входи, виходи й сходи//«Мистецтво кіно», № 2, 2003.
- Вища мета мистецтва — держава?//«Політичний журнал», № 22(25) від 28.06.04.
- Глобалізм, культуризм і культ- туризм//«Мистецтво кіно», № 7, 1998.
- Европеизм і росіяни реформи//Культура й реформа — М.: Горбачов- Фонд, 1993.
- Є чи в нас опозиція//«Російський оглядач», № 3, 1997.
- Жовтий будинок на Волхонке//Вільне слово. Інтелектуальні хроніки. Альманах 2007/2008- М.: ИФ РАН, 2008 .
- Закон гумки від боягузів//«Політичний журнал», № 25(28) від 19.07.04 .
- Ідея для Росії: ґрунт, коріння, плоди//«Російський оглядач», № 3, 1997.
- Яку Росію ми вже втрачаємо //Вільне слово. Інтелектуальні хроніки. Альманах 2005/2006- М.: Росіянин шлях, 2006.
- До кого вертається блудний син?//«Знання — сила», № 9, 1994.
- Китай: у передчутті майбутнього//Вільне слово. Інтелектуальні хроніки. Альманах 2005/2006 — М.:Росіянин шлях, 2006.
- Хто в чоботах//«Мистецтво кіно», № 1, 2003.
- Легенда про Великий Растиньяке//«Мистецтво кіно», № 12, 1998.
- Місяць для Росії//«Знання — сила», № 9, 1993.
- Любов до повапленным трунам//«Мистецтво кіно», № 11, 1998.
- Міняємо Шиллера на Мыллера//«Століття» від 30.11 — 6.12.2001, № 47 (463).
- Ми відкриваємо Америку//«Мистецтво кіно», № 4, 1993.
- Надкризовий утвір//Утвір наприкінці XX століття. — «Питання філософії»,№ 9,1992.
- Наше відкриття Америки//«Знання — сила», № 5, 1993.
- Невольноотпущенники//Перебудова: 10 років через — М.: Квітень, 1995.
- Нові росіяни//«Російський оглядач», № 5, 1995.
- Нові вузькі//«Мистецтво кіно», № 1,1995.
- Потрібний новий імперіалізм//«Россія» від 27.12.2001 — 9.01.2002.
- Ожлобленные й ображені//Перебудова: 10 років через.- М.: Квітень,1995.
- Він. Вона. Воно. Змішання підлог і сутінки культури//«Мистецтво кіно», № 9, 1994.
- Від знання до розуміння: А. А. Зинов'єв//Вільне слово. Інтелектуальні хроніки. Альманах 2007/2008 — М: ИФ РАН,2008.
- Перебудова: веселий триптих//«Знання — сила», № 9, 1995.
- По цю сторону того світла. Авангардизм і реалізм сьогодні й завжди//
- «Загальна газета» від 22-28.01.1998, № 3 (233).
- Ушкодження — насолоди — мари//«Мистецтво кіно», № 11, 2002.
- Послесоветское мистецтво в пошуках…//«Мистецтво кіно», № 6,1966.
- Проблема взаємовідношення підлог — це проблема самобутності кожного.//Гендерні дослідження в Росії: стан і перспективи. — М.:Університет Калгари — Горбачов- Фонд, 2000.
- Ритуаленький квіточка//«Мистецтво кіно», № 3, 1995.
- Російська еліта від Олександра ІІ до…//«Родина», № 1, 1995.
- Росія й Україна//«Дружба народів», № 9, 1997.
- Росіяни в океані//«Знання — сила», № 9, 1993.
- Самі з Windoусами//«Мистецтво кіно», № 12, 2002.
- Секрет НТВ — у згубній чарівності недійсності//«Нг-Сценарії», від 10.07.2001.
- Слово й Справа: післямова//Бюлетень Бібліотеки історії російської філософії й культури «Будинок А. Ф. Лосєва». Вып.9.- М.:Водолій,2009
- Служіння або бізнес// Вільне слово. Інтелектуальні хроніки. Альманах 2005/2006- М.: Росіянин шлях, 2006.
- Соціальна політика Путіна // Вільне слово. Інтелектуальні хроніки. Альманах 2005/2006 — М.:Росіянин шлях,2006.
- Соціальне й естетичне в розвитку європейської культури//З історії західно-європейської культури. — М.: МГУ, 1979.
- Соціально-культурні обрії «маклюэнизма»//Культура, утвір, молодь. — М.: ИНИОН, 1988, р. № 34865.
- Старий пил і новий минуле//«Знання — сила», № 4, 1994.
- Стара суперечка, стародавній спорт//«Мистецтво кіно», № 10, 1998.
- Стиль і доля: саморух сукупних культурних тіл//Проблеми теорії і історії культури — Деп. у М.: ИНИОН, 1993, р. № 47921.
- Країна огорож//«Родина», № 5-6, 1993.
- Дивний поет Пушкін// Вільне слово. Інтелектуальні хроніки. Альманах 2005/2006 — М.: Росіянин шлях, 2006.
- Телеканал «Культура» і культура//«Мистецтво кіно», № 1, 1999, с. 5-19.
- Упирі-пупыри-попурі//«Незалежна газета», № 155(3226) від 27.07.2004.
- Фрази//«Літературна газета», № 22 від 22.12.1971.
- Феномен вільнодумної людини// Вільне слово. Інтелектуальні хроніки. Альманах 2005/2006- М.: Росіянин шлях, 2006.
- Художник і час. Художник і влада//« Куліса-Нг. Культура й мистецтво» від 20.04.2001, № 7 (66).
- Экуменичество, єретицтво й електрика//«Мистецтво кіно», № 8, 1998.
- Еліта в розбитого корита//«Мистецтво кіно», № 10, 2002.
- Еліти крові й еліти брови// «Російська думка», № 4117, 14 — 20 березня 1996.
- XX століття й ми// Вільне слово. Інтелектуальні хроніки. Альманах 2006/2007- М.: ИФ РАН, 2007.